# 2e cérémonie des Lumières

La 2e cérémonie des Lumières de la presse internationale s'est déroulée le 13 janvier 1997. Elle a été présidée par Philippe Noiret et a été diffusée sur Paris Première.

## Palmarès
- Meilleur film :
  - Ridicule de Patrice Leconte
- Meilleur réalisateur :
  - Cédric Klapisch, pour Un air de famille
- Meilleure actrice :
  - Fanny Ardant pour le rôle de Madame de Blayac dans Ridicule
- Meilleur acteur :
  - Charles Berling pour le rôle du Marquis Grégoire Ponceludon de Malavoy dans Ridicule
- Meilleur scénario :
  - Un air de famille – Agnès Jaoui, Jean-Pierre Bacri et Cédric Klapisch
- Meilleur film étranger :
  - Le Facteur (Il Postino) de Michael Radford